# Desideria nepalensis
Desideria nepalensis là một loài thực vật có hoa trong họ Cải. Loài này được H.Hara mô tả khoa học đầu tiên năm 1975.